# Cacém e São Marcos
Cacém e São Marcos (oficialmente, União das Freguesias do Cacém e São Marcos) é uma freguesia portuguesa do município de Sintra, com 4,44 km² de área e 39 683 habitantes (censo de 2021). A sua densidade populacional é 8 937,6 hab./km².

## História
Foi criada aquando da reorganização administrativa de 2012/2013, resultando da agregação das antigas freguesias do Cacém e São Marcos.

## Demografia
A população registada nos censos foi:
| Ano  | 0-14 Anos | 15-24 Anos | 25-64 Anos | > 65 Anos |
| 2011 | 8066      | 4482       | 22675      | 3478      |
| 2021 | 6238      | 5257       | 23018      | 5170      |

À data da junção das freguesias, a população registada no censo anterior foi:
| Freguesia atual                            | Freguesia atual  | Freguesia atual | Freguesias antigas | Freguesias antigas | Freguesias antigas |
| Freguesia                                  | População (2011) | Área (km²)      | Freguesia          | População (2011)   | Área (km²)         |
| ------------------------------------------ | ---------------- | --------------- | ------------------ | ------------------ | ------------------ |
| União das Freguesias do Cacém e São Marcos | 38 701           | 4,44            | Cacém              | 21 289             | 2,16               |
| União das Freguesias do Cacém e São Marcos | 38 701           | 4,44            | São Marcos         | 17 412             | 2,28               |